# Omar Suleiman
Omar Suleiman (arabiska: عمر سليمان), född 2 juli 1936 i Qena, Egypten, död 19 juli 2012 i Cleveland, Ohio, USA, var en egyptisk militär och statstjänsteman. Han var Egyptens vicepresident från den 29 januari 2011 till den 11 februari 2011. Som den första vicepresidenten sedan 1981 och den första under Hosni Mubarak, var Suleiman också den sista att inneha den posten under NDP:s styre.
Suleiman var mellan åren 1993 och 2011 chef för den egyptiska underrättelsetjänsten. Han hade en bakgrund som militär.
Suleiman var aktiv i försöken att skapa fred mellan Israel och Palestina. I början av 2009 var han den högsta ansvarige för den egyptiska diplomatiska kampanjen för att få ett stopp på konflikten på Gazaremsan.
Efter de omfattande protesterna mot styret i Egypten 2011, utnämnde den dåvarande presidenten Hosni Mubarak den 29 januari 2011 Suleiman till landets vicepresident. Suleiman var också den som utannonserade Hosni Mubaraks avgång i egyptisk statlig TV den 11 februari 2011. 